# Liberalna demokracija Slovenije
Liberální demokracie Slovinska (Liberalna demokracija Slovenije, LDS) je slovinská parlamentní politická strana nacházející se v levé částí politického spektra.

## Vývoj strany
Předchůdkyní LDS byl Svaz komunistické mládeže Slovinska (ZKMS), který byl od roku 1945 součástí Svazu komunistické omladiny Jugoslávie (SKOJ). V roce 1974 se ZKMS přeměnila ve Svaz socialistické mládeže Slovinska (ZSMS), jejíž funkcionáři bývali také členy Svazu komunistů. ZSMS se podílela na spuštění laviny politických změn, které skončily zhroucením vedoucí úlohy strany a v postupný proces, který skončil vyhlášením slovinské samostatnosti. V roce 1986 se konal zlomový kongres ZSMS v Kršku, na němž byly vyjádřeny názory, které představovaly odklon od oficiální linie: legalizace občanského hnutí (mír, ekologie, homosexuálové aj.), právo na stávku, civilní služba v rámci povinné vojenské služby, umožnění politické iniciativy. ZSMS, na rozdíl od jiných tehdejších společensko-politických organizací, podporovala činnost Výboru pro ochranu lidských práv. Posledním předsedou ZSMS před transformací v politickou stranu byl Jožef Školč.
Organizace byla nejprve přejmenována v ZSMS – Liberální stranu (ZSMS-Liberalna stranka) a na 14. kongresu v listopadu 1990 na Liberálnědemokratickou stranu (Liberalno demokratska stranka). Současná Liberální demokracie Slovinska vznikla 12. března 1994 sloučením dosavadní Liberálnědemokratické strany (LDS), Demokratické strany Slovinska (DSS), Socialistické strany Slovinska (SSS) a Zelených – Ekologické socialistické strany (ESF).
Ve volbách do Státního shromáždění v roce 1992 získala strana 23,46 % hlasů, v roce 1996 27,01 %, v roce 2000 36,26 % a v roce 2004 22,8 %. LDS hrála ve slovinské politice klíčovou úlohu v době ekonomické transformace a integrace země v evropské a euroatlantické struktury. LDS vytvářela vládní koalice v letech 1992 až 2004 s krátkou přestávkou v roce 2000. Prvním předsedou LDS byl Janez Drnovšek, který se v roce 2002 stal prezidentem. Po něm vedení strany převzal Anton Rop, bývalý ministr financí. Strana v roce 2004 pod vedením Antona Ropa prohrála volby, a tak došlo k výměně na postu předsedy – novým předsedou se stal Jelko Kacin.
V průběhu roku 2007 pak Matej Lahovnik, bývalý generální tajemník strany, a Gregor Golobič opustili LDS a založili novou politickou formaci – Zares. Ve stejném roce pak stranu opustili další prominentní členové včetně bývalého premiéra Antona Ropa, kteří přešli k Sociálním demokratům. V důsledku takové situace musel Kalcin odstoupit. Koncem června 2007 se předsedkyní strany stala nepříliš známá právnička Katarina Kresal. V reakci na její zvolení opustili stranu další významní členové včetně bývalého ministra zdravotnictví Dušana Kebera. V průběhu volebního období 2004 až 2008 přišla LDS o 12 z 23 poslanců. Ve volbách do Státního shromáždění v roce 2008 měla strana podporu jen 5,21 % voličů. Ztráta voličů pokračovala a v předčasných volbách v prosince 2011 se již LDS do Státního shromáždění nedostala.

## Zástupci strany

### Předsedové a předsedkyně
- dr. Janez Drnovšek (12. březen 1994 – 19. prosinec 2002)
- mag. Anton Rop (19. prosinec 2002 – 15. říjen 2005)
- Jelko Kacin (15. říjen 2005 – 30. červen 2007)
- Katarina Kresal (od 30. června 2007 – 15. prosince 2011)
- dr. Iztok Podbregar (3. března 2012 – 21. červen 2012[2])